# Поверх смерті
«Поверх смерті» (англ. Killing Floor) — дебютний детективний роман англійського письменника Лі Чайлда, виданий у 1997 році. Роман розпочинає цикл творів про колишнього військового поліцейського Джека Річера.

## Сюжет
Колишній військовий поліцейський Джек Річер подорожуючи США після відставки випадково потрапляє в маленьке провінційне містечко Марграв, штат Джорджія, де його невдовзі після прибуття арештовують та звинувачують у вбивстві. Проте розслідування, яке ведеться старшим слідчим місцевої поліції Фінлаєм доводить невинуватість Джека Річера.
Пізніше виявляється, що вбитим був брат Джека Річера — Джо, який працював на Державне казначейство США та займався протидією обігу фальшивих грошей на території країни. Фінлай за підказкою Джека Річера арештовує банкіра Пола Хаббла, який після того як головний герой захищає його від засуджених у місцевому виправному закладі (головний герой та Пол Хаббл доправлені туда для попереднього утримання під вартою до продовження розслідування) зізнається, що є учасником якоїсь схеми, з 10 ключовими особами, яка має завершитись до кінця тижня.
Головний герой об'єднується з Фінлаєм і місцевою поліцейським Роско, щоб розплутати складну схему виготовлення фальшивих доларів, одним з ключових місць якої стало це провінційне містечко.
Події відбуваються передусім в антуражі провінційного містечка південного сходу США, місцеві жителі якого непрямо корумповані значними коштами, що їх вкладають в інфраструктуру, фінансову підтримку дрібного підприємництва і т.ін.

## Основні персонажі
- Джек Річер — протагоніст, колишній військовий поліцейський, який наразі мандрує країною;
- Фінлай — капітан, старший слідчий поліцейського відділку містечка Марграв, колишній детектив з Бостона;
- Роско — полісмен відділку містечка Марграв, коханка протагоніста;
- Пол Хаббл — банкір, експерт щодо готівкового обігу;
- Моррісон — начальник поліційного відділку містечка Марграв;
- Клінер — бізнесмен, учасник угруповування фальшивомонетників;
- Гровер Тіл — мер містечка, учасник угруповування фальшивомонетників;
- Пікард — агент ФБР;
- Джо Річер — старший брат Джека Річера, колишній розвідник та працівник Державного казначейства США.

## Нагороди і номінації на нагороди
- 1998 — Премія «Anthony» в номінації «Найкращий дебютний роман»;[2]
- 1998 — Премія «Barry Award» в номінації «Найкращий дебютний роман»;[3]
- 1998 — Номінація на премію «Dilys Award»;
- 1998 — Номінація на премію «Macavity Award» в категорії «Найкращий дебютний детективний роман»;[4]
- 2000 — Премія асоціації пригодницької літератури Японії в номінації «Найкращий перекладений роман».